# Табола (Камызяк)
Табола — микрорайон города Камызяка в Астраханской области, до 1973 года — самостоятельный посёлок Камызякского района.

## География
Микрорайон занимает территорию к северу от реки Таболы, отделяющей его от основной части города, и назван по ней. Расстояние до центра Камызяка по прямой составляет немногим меньше 3 километров, по автодорогам — около 4.

### Уличная сеть
По территории микрорайона Табола проходят улицы Трусова, Волжская, Шаумяна, Тулайкова, Прянишникова, Любича, Институтская, Студенческая, Михайлова, Новая, Чкалова, Мира, Дачная, Куйбышева и Свердлова и переулок Матросова.

## История
Бывший посёлок вошёл в состав Камызяка одновременно с преобразованием последнего из села в город Указом Президиума Верховного совета РСФСР от 2 февраля 1973 года. В то же время к городу были присоединены ещё три окрестных посёлка — Азово-Долгое, Заречный и Крутая Берёга.

## Инфраструктура
Застройка микрорайона преимущественно представлена малоэтажным частным сектором, однако на улицах Любича и Тулайкова имеется несколько кварталов многоквартирных домов советской эпохи.
На территории микрорайона располагался ликвидированный в 2018 году Всероссийский научно-исследовательский институт орошаемого овощеводства и бахчеводства. Имеются сельскохозяйственный колледж, городская школа № 4, торговый центр «КВНъ», продуктовые магазины, автозаправка, автобусные остановки. Микрорайон обслуживается почтовым отделением № 416341, расположенным по адресу улица Любича, дом 7А. К северу от микрорайона в городской черте располагается садовые товарищества «Наука» и «Таболинка».